# 梅蘭芳

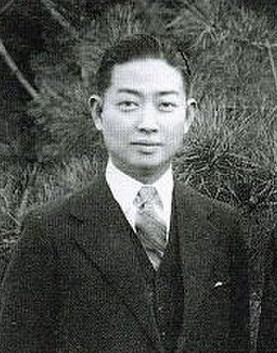
梅蘭芳

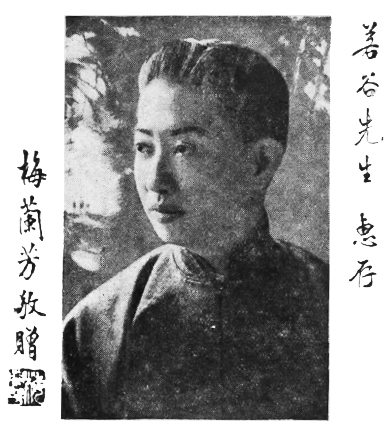
梅蘭芳

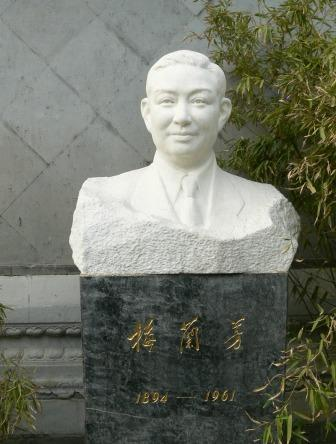
梅蘭芳の胸像

梅 蘭芳（ばい らんほう、メイ・ランファン、簡体字: 梅兰芳、拼音: méi lánfāng、1894年10月22日 - 1961年8月8日）は、清末から中華民国、中華人民共和国にかけての京劇俳優である。本名は梅瀾（簡体字: 梅澜、拼音: méi lán）。北京に生まれる。本貫は江蘇省揚州府泰州鮑家壩。
女形で名高く「四大名旦」の一人。日本の歌舞伎に近代演劇の技法が導入されていることに触発され、京劇の近代化を推進。「梅派」を創始した。20世紀前半、京劇の海外公演（公演地は日本、アメリカ、ソ連）を成功させた。代表作は、「宇宙鋒」、「貴妃酔酒」、「覇王別姫」。

## 来歴
京劇の名門に生まれる。祖父の梅巧玲（名は芳）は女形役者であり、「同光十三絶」（清の同治帝・光緒帝時代の13代名優）の一人である。父の梅竹芬は京劇役者。伯父の梅雨田は京胡の演奏家。幼い頃より、京劇の薫陶を受け、8歳にて初舞台を踏む。海外での初の京劇公演を開催し、1919年から1935年にかけて、日本、アメリカ、ソ連などで京劇を演じる。

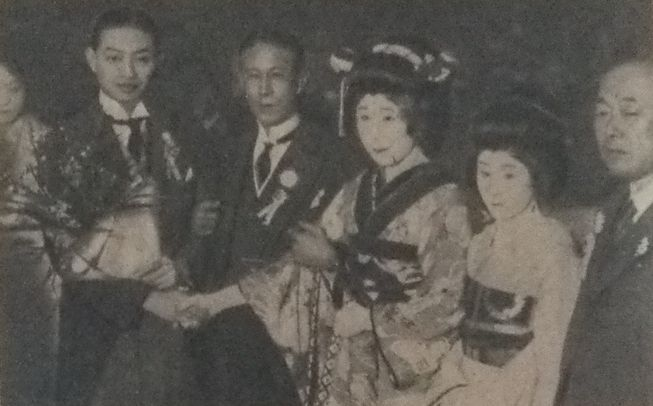
1919年の訪日時の梅蘭芳（左端）。その右に大倉喜七郎と村田嘉久子。

1924年、来日して、関東大震災のチャリティー公演を行う際、急性腸炎になるが、一命を取り留める。その際、日本人医師は治療費を受け取ろうとせず、記念品として梅蘭芳が身に着けていた七宝焼のカフスボタンを求めたという逸話がある。
日中戦争の間は、一貫して抗日の立場を貫いたと言われ、日本軍の占領下では女形を演じない意思表示としてヒゲを生やしていた。戦後、舞台に復帰。東西冷戦時代の1956年、周恩来の指示により訪日京劇団の団長となり、まだ国交のなかった日本で京劇公演を行う。訪日当時、「第2の呉清源」と日本で注目された囲碁棋士の中国人少年陳祖徳らを日本に留学させる計画を呉清源との相談で進めるも長崎国旗事件で実現しなかった。1959年、中国共産党に入党。1961年、心臓病で死去。